# Ðorđe Andrijašević
Pour les articles homonymes, voir Andrijašević.
Ðorđe Andrijašević (en serbe en écriture cyrillique : Ђорђе Андријашевић), né le 5 mai 1931 dans le royaume de Yougoslavie et mort le 6 août 2025, est un joueur et entraîneur yougoslave de basket-ball.

## Défense en zone-press
Ðorđe Andrijašević a été le premier entraîneur à utiliser la défense dite de « zone-press » en Europe. Sa technique était une version adaptée et améliorée de la défense « full-court press » de l'Américain Gene Johnson. Il l'a utilisé pour la première fois avec la JA Vichy en 1965. Cette défense a été rapidement copiée par de nombreux autres clubs européens et est encore utilisée de nos jours.[réf. nécessaire]

## Palmarès
Joueur
- Champion de Yougoslavie 1950, 1951, 1952, 1953, 1954, 1955

Entraîneur
- Coupe de France 1969, 1970
- Coupe de Yougoslavie 1971